# 廉素
廉素（1958年6月—）。男，汉族，内蒙古准格尔旗人，中华人民共和国政治人物。内蒙古大学汉语系毕业。

## 生平
1975年9月参加工作。1982年1月退出中国共产党。2011年，担任鄂尔多斯市人民政府市长。2013年，被选为第十二届全国人民代表大会内蒙古地区代表。2015年11月，卸任中共鄂尔多斯市委副书记、市长职务。2016年1月，当选内蒙古自治区人大常委会副主任。